# Villancico de Linhares
"Villancico  de Linhares", "Alégrense los Cielos y la Tierra" o "Entrad, pastores, entrad" es una canción de Navidad tradicional portuguesa originaria de la región de la Beira Baixa pero que se difundió rápidamente por toda la región Centro.

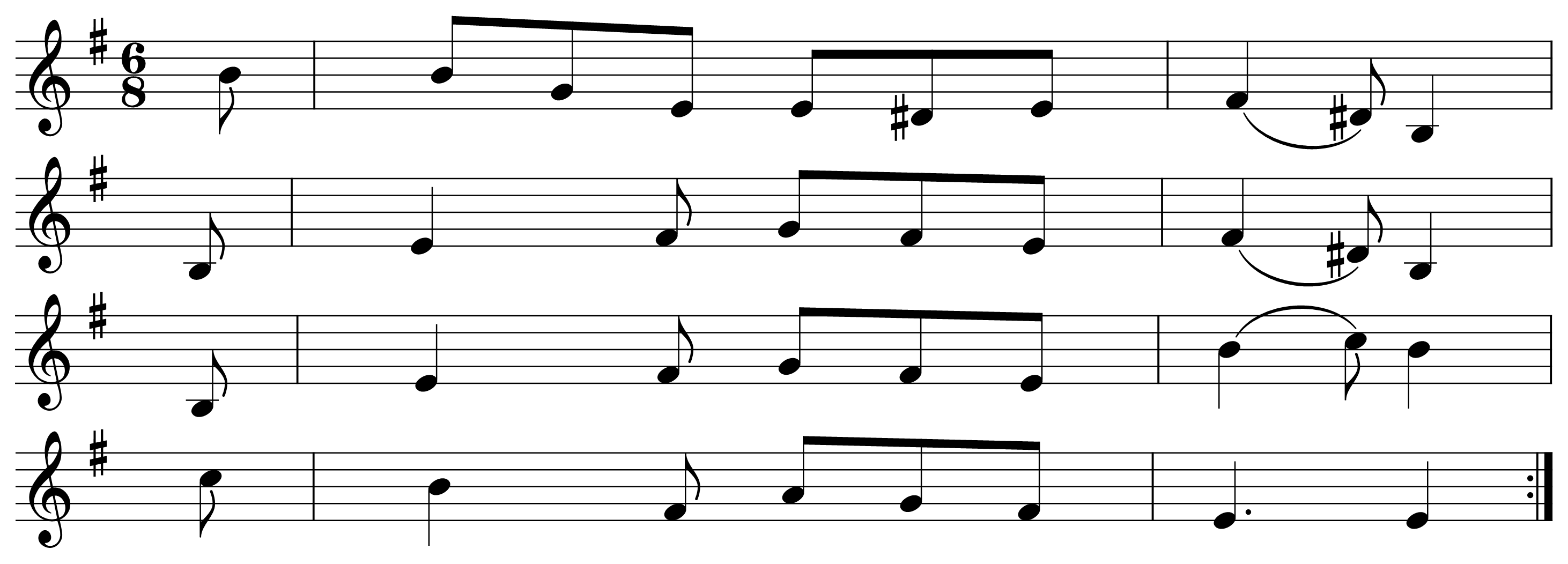
Partitura del "Villancico de Linhares" tal como fue recogida en Linhares por Mário de Sampayo Ribeiro.

## Historia

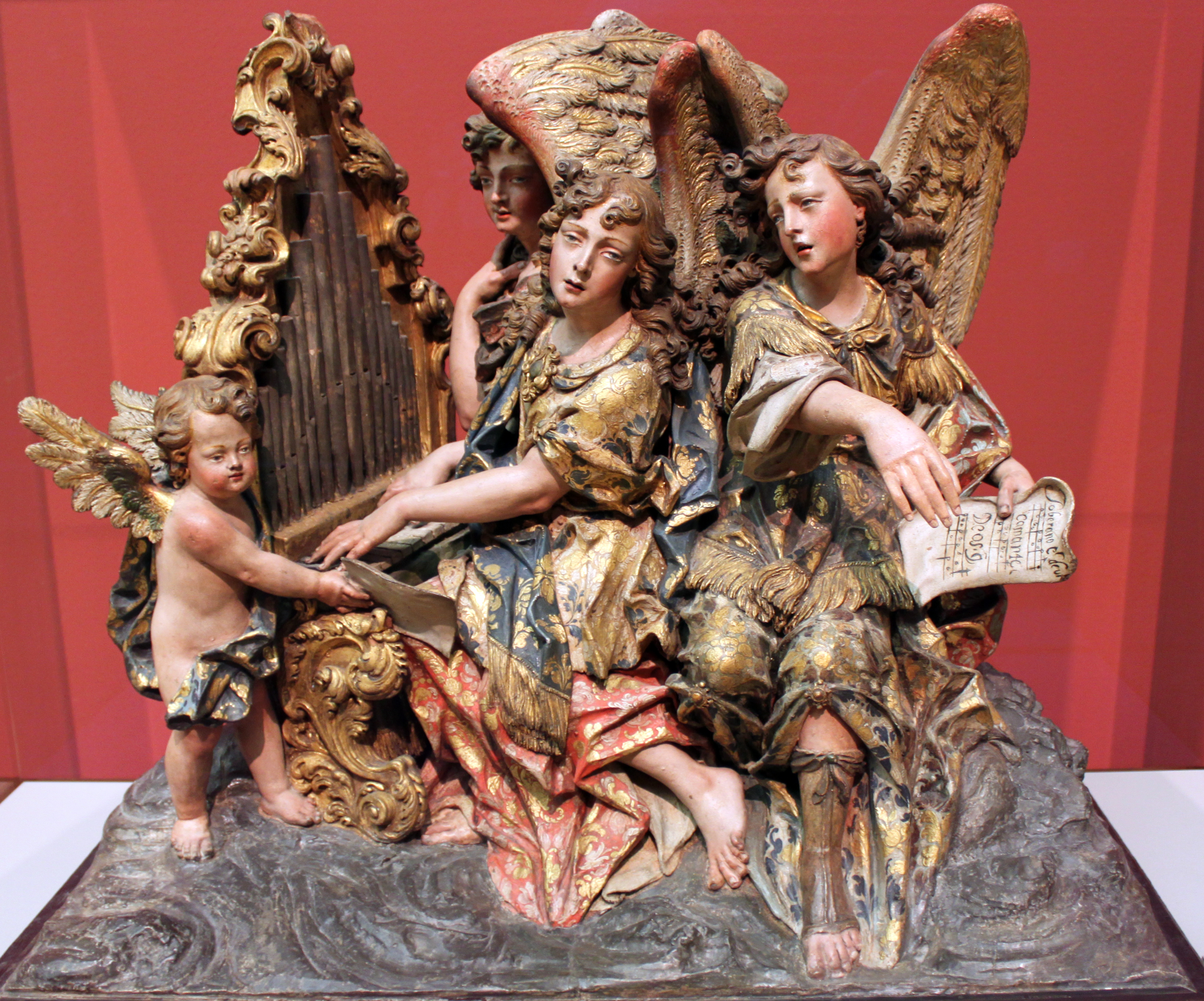
António Ferreira: Ángeles cantantes (séc. XVIII) en el Museo Bode.

"Alégrense los Cielos y la Tierra" fue compuesta, según el musicólogo portugués Mário de Sampayo Ribeiro, por un autor anónimo del siglo XVIII en la región de la Beira Baixa. Pero, se edifundió por toda la Región Centro a través de su publicación en el libro Manual de las Hijas de María, de la asociación católica del mismo nombre. Se hizo bastante popular y fue, durante varios años, la principal canción presente en la celebración de la Navidad en las iglesias de Beirãs. Esto hizo que varios autores portugueses en la primera mitad del siglo XX lo hayan recogido y publicado:
- 1919: una versión de la Beira Baixa por Pedro Fernandes Tomás;
- 1921: una versión de Envendos por Francisco Serrano;
- 1927: una versión de Tortosendo y Cova da Beira por Jaime Lopes Días;
- 1935: una versión de la "Riba Baja" por Francisca Ferreira Martins;
- 1938: una versión de la Malpica de Tejo por J. Diogo Correa.

Corría el año de 1939 cuando Mário de Sampayo Ribeiro llamó la atención, por primera vez, para la versión cantada en Linhares del municipio de Celorico da Beira. El arreglo que hizo de esta colección en esa pequeña parroquia, técnicamente ya fuera del área geográfica de la Beira Baixa, hizo que la canción fuera conocida a nivel nacional con la designación Villancico de Linhares.

## Armonizaciones
De las varias armonizaciones que recibió esta célebre melodía natalícia destacan:
- "Villancico de Linhares" (para SATB) por Mário de Sampayo Ribeiro.
- "Alégrense los Cielos y la Tierra" por César Batalla (1988).
- "Alégrense los Cielos y la Tierra" (para solista, orquesta y coro) por Fernando Lapa (1995).
- "Alégrense los Cielos y la Tierra" (para coro a capela) por Fernando Lapa (1998).

## Letra
La letra de este villancico se inspira en dos eventos bíblicos: la Anunciación a los pastores y la Adoración de los pastores, ambos narrados en el Evangelio según San Lucas (Lucas 2:8-20). Busca también representar las palabras dirigidas por los ángeles a los pastores bíblicos y lo que esos zagales habrían dicho al adorar al Niño Jesús.

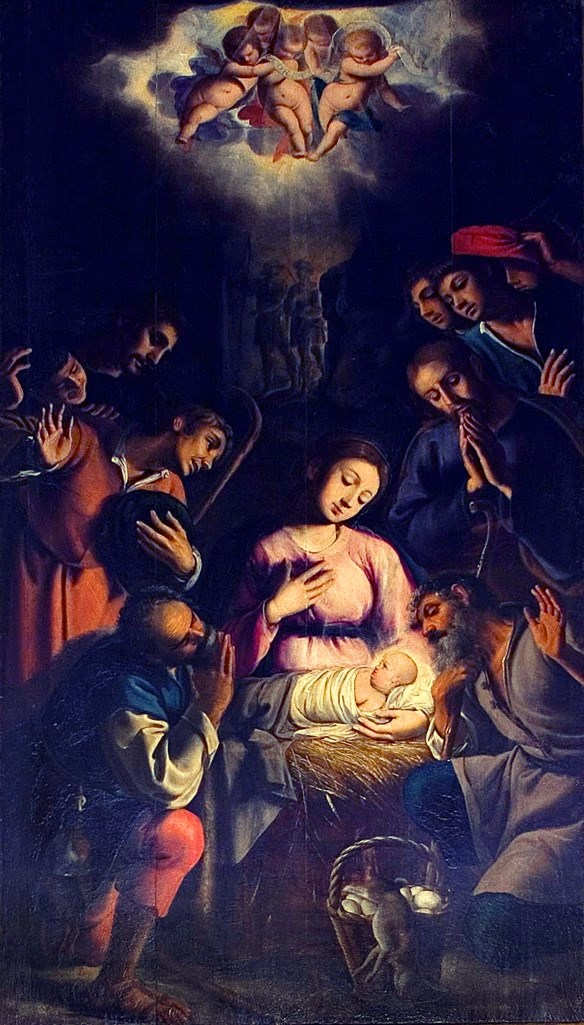
André Reinoso: Adoración de los pastores (1641) en el Museo Nacional de Arte Antiguo.

| Portugués | Castellano |
| --- | --- |
| Alegrem-se os Céus e a Terra Cantemos com alegria Que nasceu o Deus Menino Filho da Virgem Maria. Entrai, pastores, entrai, Por esse portal sagrado, Vinde ver o Deus Menino Numas palhinhas deitado Ó meu Menino Jesus Ó minha tão bela flor Que sendes tão pequenino Sendo tão alto Senhor Ó meu Menino Jesus Convosco é que estou bem. Nada deste mundo quero Nada me parece bem | Alégrense Cielos y Tierra Cantemos con alegría Que nació el Niño Dios Hijo de la Virgen María. Entrad, pastores, entrad, Por este portal sagrado, Venid a ver al Dios Niño En unas pajas acostado Oh mi Niño Jesús Oh tan hermosa flor mía ¿Qué tan pequeño sois siendo tan alto Señor Oh mi Niño Jesús contigo estoy bien. Nada de este mundo quiero Nada me parece bien. |

## Discografía
- 1963 — Noëls d'Espagne et du Portugal. Carlos Jorge & Carlos Tuxen-Bang. BNF. Rango 3: "Villancico".
- 1972 — Portugal: Portuguese Traditional Music. BNF. Rango 4: "Christmas Carol".
- 1995 — Navidad Portuguesa. Coral T. A. B.. Ovación. Rango 1: "Villancico (Linhares)".